# Jacques Daniel
 (décembre 2022).
- Si vous ne connaissez pas le sujet, laissez ce bandeau (vous pouvez alors contacter les auteurs).
- Si vous supprimez le contenu mis en cause (vous pouvez préalablement contacter les auteurs),

argumentez précisément cette suppression dans la page de discussion
(un manque de référence n'est pas un argument ; une recherche réelle de référence doit avoir été effectuée, être formellement documentée).
 (décembre 2022).
 (décembre 2022).
La mise en forme du texte ne suit pas les recommandations de Wikipédia : il faut le « wikifier ».
Les points d'amélioration suivants sont les cas les plus fréquents. Le détail des points à revoir est peut-être précisé sur la page de discussion.
- Les titres sont pré-formatés par le logiciel. Ils ne sont ni en capitales, ni en gras.
- Le texte ne doit pas être écrit en capitales (les noms de famille non plus), ni en gras, ni en italique, ni en « petit »…
- Le gras n'est utilisé que pour surligner le titre de l'article dans l'introduction, une seule fois.
- L'italique est rarement utilisé : mots en langue étrangère, titres d'œuvres, noms de bateaux, etc.
- Les citations ne sont pas en italique mais en corps de texte normal. Elles sont entourées par des guillemets français : « et ».
- Les listes à puces sont à éviter, des paragraphes rédigés étant largement préférés. Les tableaux sont à réserver à la présentation de données structurées (résultats, etc.).
- Les appels de note de bas de page (petits chiffres en exposant, introduits par l'outil «  Source ») sont à placer entre la fin de phrase et le point final[comme ça].
- Les liens internes (vers d'autres articles de Wikipédia) sont à choisir avec parcimonie. Créez des liens vers des articles approfondissant le sujet. Les termes génériques sans rapport avec le sujet sont à éviter, ainsi que les répétitions de liens vers un même terme.
- Les liens externes sont à placer uniquement dans une section « Liens externes », à la fin de l'article. Ces liens sont à choisir avec parcimonie suivant les règles définies. Si un lien sert de source à l'article, son insertion dans le texte est à faire par les notes de bas de page.
- La présentation des références doit suivre les conventions bibliographiques. Il est recommandé d'utiliser les modèles {{Ouvrage}}, {{Chapitre}}, {{Article}}, {{Lien web}} et/ou {{Bibliographie}}. Le mode d'édition visuel peut mettre en forme automatiquement les références.
- Insérer une infobox (cadre d'informations à droite) n'est pas obligatoire pour parachever la mise en page.

Pour une aide détaillée, merci de consulter Aide:Wikification.
Si vous pensez que ces points ont été résolus, vous pouvez retirer ce bandeau et améliorer la mise en forme d'un autre article.
Ne doit pas être confondu avec Jacques Daniel-Norman ou Daniel Jacques.
Jacques Daniel, né aux Andelys (Eure) le 30 septembre 1920, et mort le 14 juin 2011, est un peintre, graphiste, illustrateur et directeur artistique français. Il est aussi un des quatre grands typographes de sa génération avec Jacques Darche, Pierre Faucheux et Robert Massin.

## Biographie
Jacques Daniel participe à la Résistance. Il avait 24 ans en 1944 et appartenait à un groupe de FTP. Maquettiste de profession, il s'était spécialisé dans la confection de faux papiers. Lorsque débuta l’insurrection parisienne, aidé de son jeune frère Michel, apprenti lithographe, il réalisa une affiche appelant, en août 1944, les Parisiens à se soulever contre les troupes allemandes. “Les Francs Tireurs et les partisans français ont versé leur sang pour le peuple de Paris”. Jacques Daniel et Michel Daniel investirent une imprimerie de la rue de Charonne qui avait beaucoup travaillé pour la propagande allemande et firent imprimer l'affiche qui fut aussitôt placardée sur les murs de Paris alors que les combats continuaient.
Après la guerre, sous l'impulsion de Pierre Faucheux, il entre au Club français du livre où il devient un Directeur artistique et maquettiste de grande réputation et travaille de 1957 à 1970 au CFL.
Parallèlement, il fait le tour du graphisme, passant de la rénovation de la maquette de La Quinzaine Littéraire ou de celle des Cahiers du Cinéma à la peinture ou à diverses formes de dessin. Il apparaît aussi comme un théoricien du graphisme moderne. En 1966 en collaboration avec Etienne Thil directeur de la communication chez Carrefour, Jacques Daniel Crée le Logo de Carrefour
Il meurt le 14 juin 2011 à 9h30, à Montpellier. Il repose au cimetière de Saint-Laurent-le-Minier (Gard).

## Carrière
- 1935 : Élève à l’École des Arts Appliqués à Paris École Estienne. Académie de la Grande Chaumière à Montparnasse.
- 1937 : Fait la connaissance du collectionneur et critique d'art Wilhelm Uhde qui l'encourage et chez qui il découvre les œuvres de Louis Vivin,Camille Bombois, Séraphine de Senlis, Georges Braque et Helmut Kolle. Premières peintures à l'huile.
- 1938 : Travaille comme maquettiste dans une maison d'édition.
- 1940 : Dessine surtout à l'Académie de la Grande Chaumière.
- 1946 : Retrouve Wilhelm Uhde et voit chez lui les premières peintures abstraites de Jean Deyrolle et de Charles Lapicque. Peint plus régulièrement sous l’impulsion de Wilhelm Uhde, qui lui achète quelques toiles.
- 1949 : Période de grande production. Jacques Daniel expose à l'exposition Hommage à Wilhelm Uhde à la Galerie Denise René, où il figure aux côtés de Georges Braque, Pablo Picasso, Séraphine de Senlis, Louis Vivin, Camille Bombois, Bauchant, Rousseau, Royer, Helmut Kolle et Jean Deyrolle.
- 1950 : Première exposition personnelle à Paris, à la Galerie Palme.
- 1951 : Exposition de Groupe à Liège.
- 1952 : Seconde exposition personnelle à la Galerie Palme, encouragé par le critique Charles Estienne, et participe au Salon Octobre, organisé par celui-ci.
- 1953 : Expose au 4e Salon des Jeunes peintres "Galerie des Amériques", à Paris. Continue d'exercer  les métiers de metteur en page, maquettiste, Illustrateur dans différentes maisons d'éditions ou périodiques.
- 1956 : Exposition personnelle, Galerie Drouet, à Paris.
- 1960 : Exposition personnelle en Belgique, au Musée des Beaux-Arts Verviers. Participe au 14e Festival d'Avignon.
- 1961 : Exposition personnelle à Bruxelles, Galerie La Madeleine.
- 1963 : Exposition personnelle à Cannes, Galerie J. Kreusch.
- 1964 : Exposition personnelle à Paris, Galerie Famar.
- 1969 : Exposition personnelle à Paris, Galerie Christiane Collin.
- 1970 :
  - Prépare une Exposition personnelle à Naples, Galerie La Lucerna.
  - Exposition rétrospective personnelle, Musée de Saint-Omer
  - Exposition avec le sculpteur Antoine Zuber à Paris, Studio Yvette Morin.
- 1971 : Exposition personnelle à Paris, Galerie Christiane Collin.
- 1973        Regards sur l'avenir de la peinture française. Exposition à Tokyo.
- 1975        Exposition de groupe UNESCO à Paris. Les artistes et l'année internationale de la femme.
- 1977 :
  - Exposition Personnelle à Paris, Galerie Nathalie Norrabat.
  - Exposition personnelle, Musée de Saint Omer.
- 1978 : Exposition Personnelle à Paris, Galerie Nathalie Norrabat.
- 1979        Exposition de Groupe (6 peintres) OCTOGONE
- 1981 :
  - "Portes ouvertes", Atelier de la Maladrerie, Aubervilliers.
  - Exposition Maison de la culture Nanterre.
- 1982        "Portes ouvertes", Atelier de la Maladrerie, Aubervilliers.
- 1983        Exposition Maison des Artistes, Paris.
- 1987 :
  - Exposition Groupe Espace Jean Renaudie,  Aubervilliers.
  - Exposition 6e Salon des Arts plastiques, Marne la Vallée.
  - Exposition 16 artistes d'Aubervilliers,  à Allones, Sarthe.
- 1988 : Exposition La Chine a du Talent 20 artistes font revivre le "Grand Timonier" au Carrefour de la Chine.

## Œuvre

### Exemples de maquettes
- Maquettes de l'édition Club Français du Livre de La Ferme du pendu de Gilbert Dupé, Paris, 1953
- Maquettes de l'édition Club Français du Livre de Alexis de Marguerite Yourcenar, Paris, 1955
- Maquettes et 301 dessins à la plume en marge de l'édition Club Français du Livre des Trois Mousquetaires, Paris, 1960
- Maquettes de l'édition Club Français du Livre de La Guerre des boutons de Louis Pergaud, Paris, 1962
- Maquettes de l'édition Club Français du Livre de Les Chansons de Bilitis de Pierre Louys, Paris, 1963
- Maquettes de la collection Crime-Club aux Éditions Denoël

Jacques Daniel est le créateur du logo des magasins Carrefour.

### Écrits
- Collectif (dont Jacques Daniel), La Créativité en noir et blanc, Nouvelles Éditions polaires, Paris, 1973